# Companhia Petróleos do Brasil
A Companhia Petróleos do Brasil foi incorporada por Monteiro Lobato, Manequinho Lopes e L. A. Pereira de Queiroz em 1931, e foi  autorizada a funcionar 17 de maio de 1932 pelo decreto 21.415. Em agosto desse mesmo ano deu início às prospecções de petróleo no campo de Araquá (hoje no município paulista de Águas de São Pedro). Graças ao prestígio de Lobato a sociedade anônima, no seu lançamento, teve a metade de suas ações subscritas pelo público em menos de quatro dias. 
Em 1936, a sonda de Alagoas, de sua empresa, depois de ser interditada por intervenção do governo federal, fez jorrar, a 250 metros de profundidade no poço São João, de Riacho Doce, o primeiro jato de gás de petróleo no Brasil. A primeira ocorrência de petróleo líquido no Brasil só se daria três anos mais tarde, em 1939, em Lobato, bairro de Salvador.
A facilidade com que foram subscritas as ações da recém constituída empresa levou Lobato a promover, e a participar da fundação de outras companhias, que visavam prospectar petróleo no Brasil, como a Companhia Petróleo Nacional, a Companhia Petrolífera Brasileira e a Companhia de Petróleo Cruzeiro do Sul e a maior de todas - fundada em julho de 1938 - a Companhia Matogrossense de Petróleo que visava perfurar próximo da fronteira com a Bolívia, país vizinho  que já  havia encontrado seu petróleo..

## Resistência do governo brasileiro
Lobato teve que lutar, e muito, contra a resistência do governo brasileiro para, em 1931, criar a Companhia Petróleos do Brasil, que chegou a sofrer intervenção federal sob motivos os mais estapafúrdios. Em 1936, finalmente, ele conseguiu fazer jorrar no poço São João o primeiro jato de gás natural de petróleo no País.
Mas gás não era petróleo. A política oficial do governo brasileiro dizia e redizia que no Brasil não podia haver petróleo. Se houvesse algum, os americanos, espertos como eram, já o teriam descoberto, argumentavam os líderes empresariais brasileiros, à época. Monteiro Lobato pensava diferente. Ele achava que o ferro (aço) e o petróleo, que eram a base da prosperidade norte-americana, também poderiam ser a do Brasil. 
Lobato sentiu na própria pele que não era fácil desafiar o governo, e seus poderes institucionais. Todas as suas iniciativas foram sabotadas. Lobato recebia ameaças, e nada do que requeria do poder público era deferido. Isso o levou a escrever uma carta cívica ao ditador Getúlio Vargas, onde dava conselhos e fazia  reclamações contra o Conselho Nacional do Petróleo . Vargas nunca respondeu à carta de Lobato; ao invés, mandou prendê-lo em 1941, acusando-o de querer desmoralizar o Conselho Nacional do Petróleo.
Desanimado em relação à resistência do governo, Lobato desistiu de vez da militância nacionalista quando comprovou que a Standard Oil Company (precursora da Exxon, Esso) estava mapeando todas as áreas potencialmente petrolíferas do Brasil, desde o final do século 19, com a conivência dos órgãos oficiais do governo brasileiro . 
Como a produção de petróleo em outros países poderia ameaçar o seu monopólio, os americanos subornavam nossos políticos, principalmente os dirigentes do Conselho Nacional do Petróleo. Monteiro Lobato comprovou tudo isso e, enojado, recolheu-se à sua vida de escritor infantil e tradutor. Suas últimas palavras sobre este assunto foram:
"Chega. Não quero nunca mais tocar neste assunto de petróleo. Amargurou-me doze anos de vida, levou-me à cadeia - mas isso não foi o peor. O peor foi a incoercível sensação de repugnância que desde então passei a sentir sempre que leio ou ouço a expressão 'Governo Brasileiro'..."
O desafio à cúpula do Estado Novo culminou na sua prisão em 1941, e na liquidação das suas companhias. "Depois que me vi condenado a seis meses de prisão, e posto numa cadeia de assassinos e ladrões só porque teimei demais em dar petróleo à minha terra, morri um bom pedaço na alma."  Para sobreviver, Lobato começou a fazer traduções. "A família enfrentou imensas dificuldades financeiras. A família inteira começou a trabalhar.", disse sua neta, a arquiteta Joyce Campos Kornbluh, ao jornal O Estado de S. Paulo 
"Vovô perdeu com o petróleo todo o dinheiro que tinha e o que não tinha, inclusive o de amigos." 